# Biografi

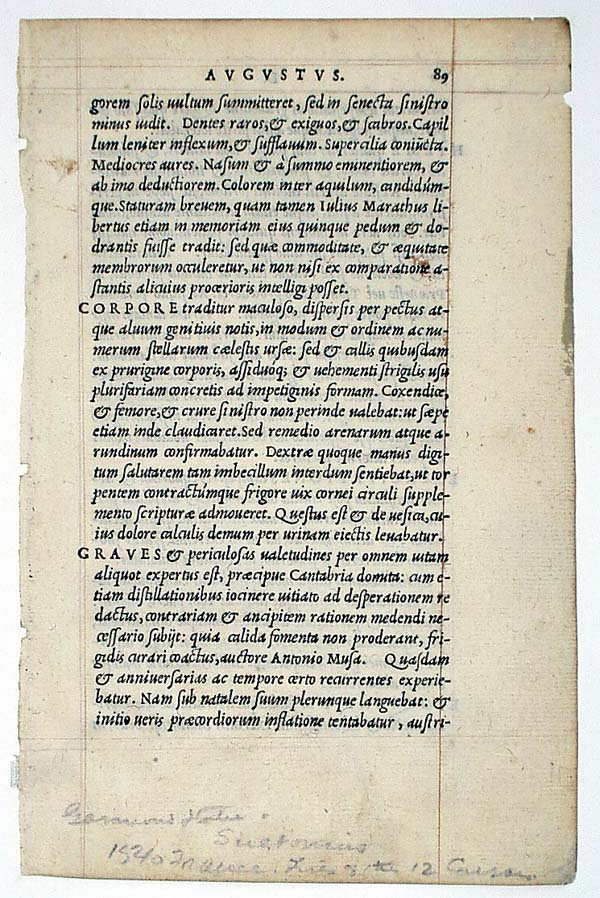
1500-talsversion av Suetonius porträtt av kejsare.

En biografi är en redogörelse för en persons liv. Om framställningen är gjord av författaren själv kallas den självbiografi eller memoarer. Ordet biografi kommer av grekiskans biographia, av bios, "liv", och graphō, "skriva". En författare av biografier kallas biograf.

## Historia
Biografin är en av de allra äldsta formerna av litteratur. Tidiga biografiska skrifter har ibland ansetts vara en form av historieskrivning snarare än en litterär form i sin egen rätt, men numera anses biografi och historia vara två väsentligt skilda litterära former.
Suetonius kejsarporträtt (ca 120 e.Kr.) är en känd biografi från antiken. Thomas Mores History of Richard III (ca 1513) blev en av de stora föregångarna till den moderna biografin. På 1600-talet började begreppet biografi användas som en egen form av litteratur och under de följande århundradena skrevs många varierande former av biografier. Ett mästerverk anses James Boswells biografi över Samuel Johnson (1791) vara. Under 1900-talet påverkade djuppsykologin och kvinnorörelsen biografin, som blev frispråkig och romanlik. Även samlingsverk som den biografiska handboken Vem är det (1912–) räknas hit.

## Typer av biografier
En biografi kan vara skriven på många olika sätt. En biograf kan utgå från personlig kännedom av personen som biografin handlar om eller vanligen från källforskning. Biografin kan vara en kort karaktärsskiss, en informativ biografi som objektivt skildrar en persons levnad i kronologisk ordning utan några tolkningar, eller en mer ambitiös kritisk biografi som med grundlig bakgrundsfakta strävar efter att ge en helhetsbild av personens liv och verk. Den kan också vara en självbiografi eller memoar. Vissa biografier kan ha ett speciellt syfte, till exempel att väcka uppmärksamhet kring en politisk kampanj eller en känd person. Det finns även fiktiva biografier som fritt använder sig av fakta i formen av en roman.

## Moderna biografier
Erik Lönnroth påpekar att ”biografiska studier av människor från 1900-talet har ofantliga fördelar framför den som arbetar med äldre tid”. Det är dock inte bara fördelar. Kristian Hvidt tar exempelvis upp att telefoner och andra elektroniska medier minskar mängden av skrivet material. Han säger dock att det ändå finns tillräckligt med brev och dagböcker till framtidens biografier. Och Hvidt pekar även på att vi får ett stadigt rikligare bildkällmaterial, vilket är en viktig del av en god biografi. För att det ska kunna finnas ett rikt källmaterial om en person är det dock viktigt att en person ”levt ett biografiskt liv” och samlat brev och manuskript.

## Multimediaformer
Med de teknologiska framsteg som gjordes på sena 1900-talet och tidiga 2000-talet har multimediaformer av biografisk framställning blivit mer populär än det litterära dito. Visuella bilder och film möjliggjorde genomtänkta utarbetade nya dimensioner av personligheter som det skrivna ordet inte kunde. Populariteten av dessa biografier kulminerade i och med skapandet av kabel- och satellitkanaler som A&E, The Biography Channel, The History Channel och History International.

## Bokpris
Årligen utnämns, i flera länder, författare speciella pris för just biografier. Några sådana priser är:
- Drainie-Taylor Biography Prize – Kanada
- Pulitzer Prize för biografier eller självbiografier – USA
- Whitbread Prize för bästa biografi – Storbritannien
- Forschungspreis der Stiftung für Personengeschichte - Tyskland